# Kourken Yenkibarian
Kourken Yenkibarian (arabe : كوركن ينكيباريان et arménien : Գուրգեն Ենգիբարյան), né le 10 mars 1964 au Liban, est un joueur de football international libanais d'origine arménienne, occupant le poste de milieu de terrain. Sa carrière s’étend de 1986 à 2003.

## Biographie

### Carrière en club
Avec le club d'Ararat Erevan, il joue 104 matchs en première division soviétique, marquant un but, et 32 matchs en première division arménienne, inscrivant cinq buts.

### Carrière en sélection
Il joue en équipe du Liban entre 1996 et 2001.
Il reçoit sa première sélection en équipe nationale le 11 février 1996, en amical contre l'Équateur (victoire 1-0).
Il joue quatre matchs rentrant dans le cadre des éliminatoires du mondial 1998, et cinq rentrant dans le cadre des éliminatoires du mondial 2002. Il inscrit un but lors de ces éliminatoires.
Il participe avec l'équipe du Liban à la Coupe d'Asie des nations 2000 organisée dans son pays natal[réf. nécessaire].

## Palmarès
| Ararat Erevan - Championnat d'Arménie (1) : - Champion : 1993. - Coupe d'Arménie (1) : - Vainqueur : 1993. |  | Al Tadamon Tyr - Coupe du Liban (1) : - Vainqueur : 2000-01. |